# Juicy (Doja Cat)
Juicy è un singolo della rapper statunitense Doja Cat, in collaborazione col rapper americano Tyga, pubblicato il 15 agosto 2019 come primo estratto dal suo secondo album Hot Pink.

## Descrizione
È composto in chiave Do maggiore ed ha un tempo di 170 battiti per minuto.

## Accoglienza
Vice l’ha definita la novantacinquesima canzone migliore del 2019.

## Video musicale
Il video musicale, pubblicato il 15 agosto 2019, vede Doja Cat e Tyga cantare il brano in un ambiente a tema di frutti. Il 30 marzo 2020 la clip ha raggiunto 100 milioni di visualizzazioni, diventando il primo della rapper ad ottenere tale traguardo.

## Successo commerciale
La canzone ha debuttato nella Billboard Hot 100 all'83ª posizione, diventando la prima entrata della rapper nella classifica. In seguito alla pubblicazione dell'album Hot Pink e al successo di Say So ha cominciato a scalare la classifica, raggiungendo la 41ª posizione nel febbraio 2020.

## In altri media
La canzone è inclusa nel terzo episodio della prima stagione di Euphoria e nel secondo episodio della prima stagione di The L Word: Generation Q.

## Classifiche

### Classifiche settimanali
| Classifica (2019-20) | Posizione massima |
| -------------------- | ----------------- |
| Australia            | 68                |
| Canada               | 57                |
| Nuova Zelanda        | 31                |
| Regno Unito          | 80                |
| Stati Uniti          | 41                |

### Classifiche di fine anno
| Classifica (2020) | Posizione |
| ----------------- | --------- |
| Stati Uniti       | 87        |